# Чико (аэропорт)

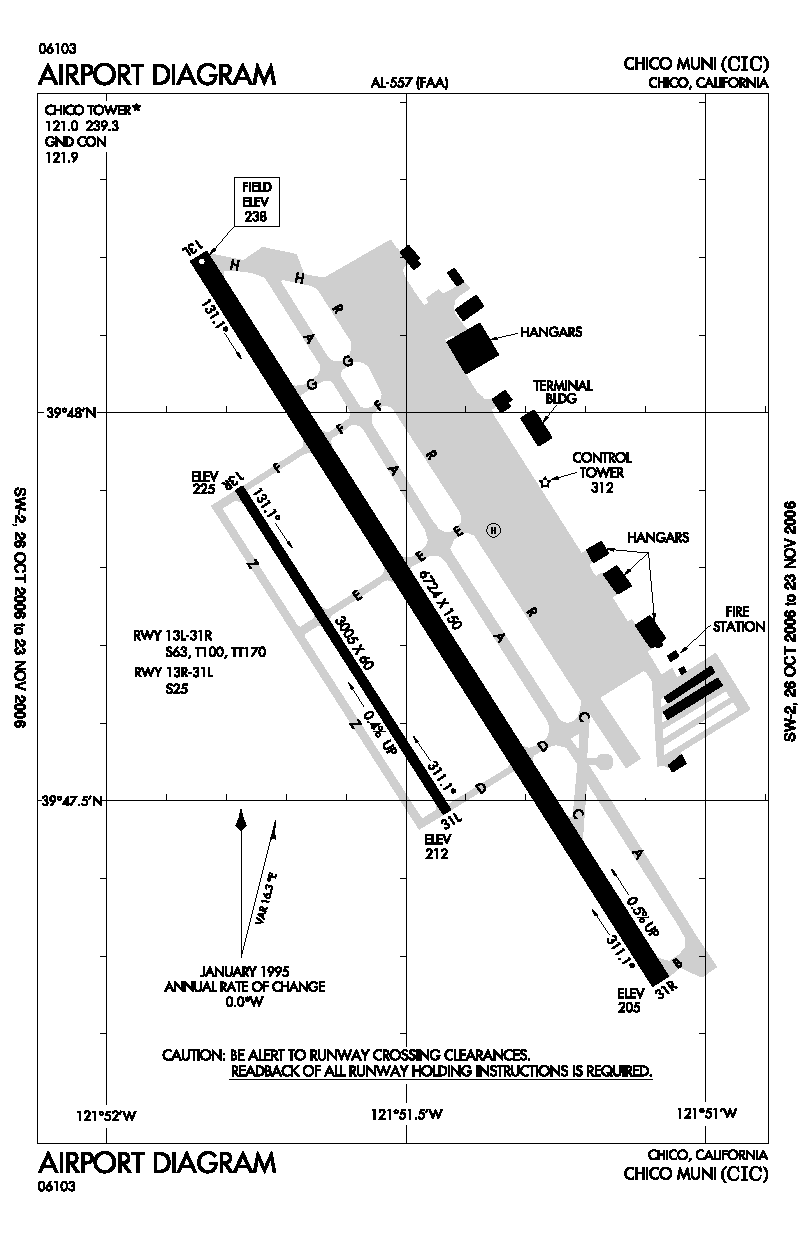
Диаграмма FAA аэропорта

Муниципальный аэропорт Чико (англ. Chico Municipal Airport), (ИАТА: CIC, ИКАО: KCIC, FAA LID: CIC) — государственный гражданский аэропорт, расположенный в шести километрах к северу от делового центра города Чико, округ Бьютт (Калифорния), США.
Аэропорт занимает площадь в 597 гектар, расположен на высоте 22 метров над уровнем моря, эксплуатирует две взлётно-посадочные полосы и одну вертолётную площадку. Аэропорт главным образом используется для обслуживания рейсов авиации общего назначения, единственная авиакомпания, выполняющая регулярные коммерческие рейсы — региональный перевозчик SkyWest Airlines, работающий под торговой маркой United Express магистральной авиакомпании United Airlines.
Наземное обслуживание в аэропорту, включая топливную заправку воздушных судов, обеспечивает коммерческая компания Northgate Aviation.

## История
В конце 30-х годов прошлого века власти города Чико приобрели около 65 гектар земли в восьми километрах к северу от тогдашней городской черты, на которой была построена взлётно-посадочная полоса и небольшой ангар для воздушных судов. Вплоть до 1941 года наземная инфраструктура объекта находилась в аренде у коммерческой компании. В 1941 году городское самоуправление приобрело ещё 405 гектар земли для последующей её сдачи на условиях лизинга правительству Соединённых Штатов.
Во время Второй мировой войны весь комплекс аэропорта был сдан в аренду федеральному правительству страны за один доллар США в год для строительства и дальнейшей эксплуатации авиабазы Военно-воздушных сил Армии США. Авиабаза находилась в распоряжении 10-й воздушной армии ВВС США Командования резерва военно-воздушных сил и представляла собой один из крупнейших учебных центров, подготовившей несколько тысяч лётчиков на самолёты BT-13 Valiant, Локхид P-38 «Лайтнинг», Белл P-39 «Аэрокобра», Белл P-63 «Кингкобра», Боинг B-17 «Летающая крепость» и B-29 «Суперфортресс».
В качестве дополнительных взлётно-посадочных полос учебный центр авиабазы использовал следующие:
- вспомогательная полоса Орленд № 1;
- вспомогательная полоса Кирквуд № 2;
- вспомогательная полоса Вайна № 3;
- вспомогательная полоса Кемпбелл № 4;
- вспомогательная полоса Оровилл № 5.

После окончания войны согласно подписанному соглашению вся инфраструктура авиабазы вместе со всеми произведёнными улучшениями и модернизацией взлётно-посадочных полос перешла в собственность городского самоуправления.